# Limavady
Limavady (Iers: Léim an Mhadaidh) is een drukke marktplaats in het County Londonderry in Noord-Ierland, gelegen in de Roe Valley. In 2001 woonden er 12.135 mensen.
Limavady is beroemd vanwege het wijsje Londonderry Air dat later werd gebruikt in het beroemde lied Danny Boy. De plaatselijke voetbalclub is Limavady United, bijgenaamd The Roesiders.
Arghadowey · Ballykelly · Ballymaguigan · Ballyronan · Bellagy · Castledawson · Coleraine · Derry · Draperstown · Dumananagh · Dungiven · Eglinton · Feeny · Garvagh · Kilrea · Lavey · Limavady · Maghera · Magherafelt · Moneymore · Portstewart · Traad · Upperlands